# Demi-hypercube

Les deux demi-hypercubes du cube de dimension 3 sont des tétraèdres.

En géométrie, un demi-hypercube est un polytope de dimension n formé en alternant (en) les sommets d'un hypercube de dimension n, c'est-à-dire en ne conservant qu'un sommet sur deux. Il est également appelé polytope de demi-mesure.

## Construction
À partir d'un hypercube donné, on peut obtenir deux demi-hypercubes distincts, en fonction des sommets que l'on élimine et de ceux que l'on garde (il y a deux choix possibles).
Lorsque l'on supprime les sommets, de nouvelles faces sont formées, qui sont des simplexes de dimension n-1. Par exemple, les sommets du cube de dimension 3 retirés sont remplacés par des faces triangulaires.

## Exemples
| Dimension | Nom            | Nature        |
| --------- | -------------- | ------------- |
| 2         | Demi-carré     | Digone        |
| 3         | Demi-cube      | Tétraèdre     |
| 4         | Demi-tesseract | Hexadécachore |